# Pristimantis leptolophus
Pristimantis leptolophus es una especie de anfibio anuro de la familia Craugastoridae.

## Distribución
Esta especie es endémica de la Cordillera Central en Colombia. Habita en los departamentos de Cauca y Huila entre los 2800 y 3300 m de altitud.

## Descripción
Los machos miden de 14.3 a 17.0 mm y las hembras de 22.4 a 23.2 mm.

## Publicación original
- Lynch, 1980 : New species of Eleutherodactylus of Colombia (Amphibia: Leptodactylidae). 1. Five new species from the Paramos of the Cordillera Central. Caldasia, Bogotá, vol. 13, n.º 61, p. 165-188[5]